# Ermahnung
Die Ermahnung ist eine mündliche oder schriftliche missbilligende Äußerung über das Fehlverhalten gegenüber einer zu maßregelnden Person und verbindet die Erklärung mit der Aufforderung, dieses Fehlverhalten in Zukunft zu unterlassen. 

## Wortherkunft
Die in Klöstern und Internaten verwendete Ermahnung (lateinisch adhortatio, davon abgeleitet das Fremdwort „Adhortation“) leitete die Betroffenen dazu an, etwas Böses zu unterlassen. Eine zweite lateinische Variante der Ermahnung (lateinisch monitum), dazu entsprechend auch deutsch Monitum (Plural: Monita) verselbständigte sich in der Amtssprache, bis im 8. Jahrhundert das althochdeutsche irmanōn für „mahnen“ auftauchte. Ab 1436 verfestigte sich sprachlich die Ermahnung als „ermannung“, 1451 erschien sie erstmals in der heutigen Schreibweise.

## Anwendungsgebiete
Die Ermahnung gibt es heute insbesondere noch im Arbeitsrecht als Sanktion, im Schulwesen als pädagogische Maßnahme der Schulpädagogik, im Jugendstrafrecht und bei der Erziehung Minderjähriger. 
Im Disziplinarrecht ist die Ermahnung die Missbilligung eines arbeitsvertragswidrigen Verhaltens oder Fehlers des Arbeitnehmers, die keine Warnfunktion enthält. Dem Arbeitgeber steht im Disziplinarrecht ein aufsteigender Katalog von Sanktionen zur Verfügung, der mit der Ermahnung als mildester Form beginnt. Der Arbeitgeber wird die Ermahnung wählen, wenn die Pflichtverletzung nicht gravierend ist. Es folgt der dienstliche Verweis, die Geldbuße und die Abmahnung. Im Gegensatz zur Abmahnung spricht die Ermahnung lediglich eine Verwarnung aus, während die Abmahnung mit arbeitsrechtlichen Folgen wie der Kündigung droht. Die arbeitsrechtliche Disziplinarmaßnahme kann zwar auch mündlich durch den Disziplinarvorgesetzten ausgesprochen werden, jedoch ermöglicht die beweiskräftigere Schriftform die Beifügung zur Personalakte. Die Ermahnung kommt auch im Beamtenrecht vor, insbesondere bei einer Verletzung der Amtspflicht. Es handelt sich um eine missbilligende Äußerung des Dienstvorgesetzten, die keine Disziplinarmaßnahme darstellt (§ 6 Bundesdisziplinargesetz und entsprechende Vorschriften der Länder, zum Beispiel Artikel 7 der Bayerischen Disziplinarordnung, § 6 Disziplinargesetz NRW). Ein Richter kann im Wege der Dienstaufsicht ermahnt werden (§ 26 Abs. 2 Deutsches Richtergesetz). Auch Notaren kann bei ordnungswidrigem Verhalten leichterer Art eine Ermahnung ausgesprochen werden (§ 75 Bundesnotarordnung).
Im Schulwesen dient die Ermahnung gemäß § 53 Abs. 1 SchulG NRW der erzieherischen Einwirkung auf die geordnete Unterrichts- und Erziehungsarbeit der Schule sowie dem Schutz von Personen und Sachen. Sie ist bei der Verletzung der Schulpflicht der Schüler einsetzbar. Auch in § 53 Abs. 2 SchulG NRW ist ein aufsteigender Katalog erzieherischer Einwirkungen aufgezählt, zu denen die Ermahnung gehört. Die Ermahnung erfolgt mündlich, weil gemäß § 53 Abs. 9 SchulG NRW nur Ordnungsmaßnahmen die Schriftform erfordern. 
Im Bereich der Erziehung Minderjähriger ist die Ermahnung eine zur Personensorge gehörende Maßregel im Sinne des § 1631 BGB. Im Jugendstrafrecht ist sie als formloser Vorhalt vorgesehen, durch den der Jugendrichter den Jugendlichen zur Erfüllung nicht eingehaltener Pflichten ermahnt (§ 45 Abs. 3 Jugendgerichtsgesetz). Anders als die Verwarnung ist die Ermahnung im Jugendstrafrecht kein Zuchtmittel.
Im Zivilprozess und im Strafprozess gibt es die so genannte Wahrheitsermahnung, bei welcher der Zeuge vom Richter vor seiner Vernehmung zur Wahrheit ermahnt wird, auf die Möglichkeit der Beeidigung hingewiesen und über die Folgen einer unrichtigen oder unvollständigen Aussage belehrt (§ 395 Abs. 1 Zivilprozessordnung bzw. § 57 Strafprozessordnung).